# Carotinämie

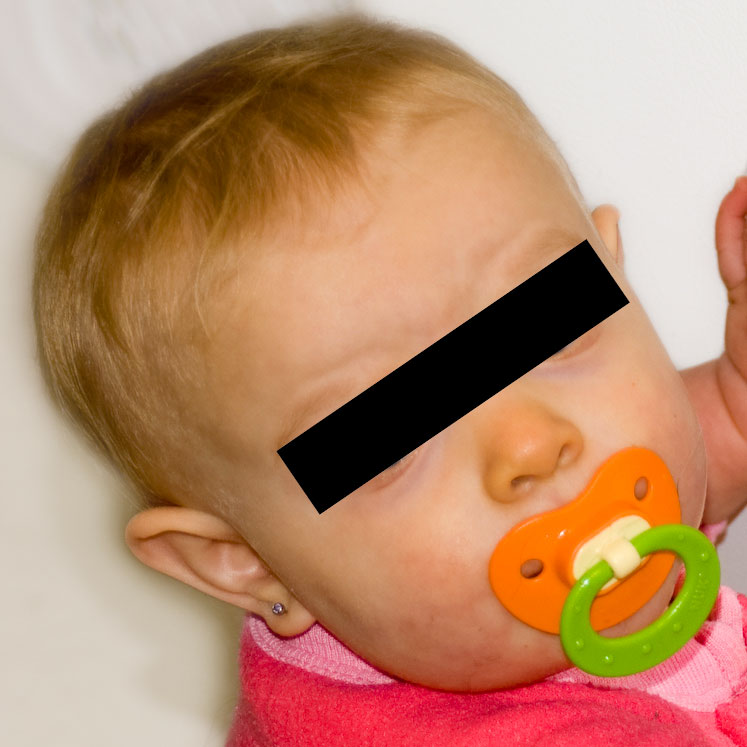
Carotinämie an der Nase eines Säuglings

Die Carotinämie (synonym Karottenikterus) ist eine harmlose Gelbfärbung der Hände und im Gesicht.

## Ursache
Die Ursache ist eine erhöhte Zufuhr von β-Carotin (30 mg pro Tag oder mehr), ausgelöst durch den vermehrten Verzehr von bestimmten Gemüsesorten (beispielsweise Möhren, Karottensaft oder Tomaten).
Die Carotinämie hat nichts mit einer erhöhten Zufuhr oder einem Überschuss an Vitamin A zu tun. Sie hat keinerlei Auswirkungen auf den Körper oder die inneren Organe, außer der Gelb- oder Orangefärbung der Haut.
Auch bei dem vermehrten Verzehr anderer Gemüsesorten kann es zu Verfärbungen der Haut kommen, die wohl harmlos und reversibel sind.

## Folgen
Die Haut, beispielsweise an den Händen und im Gesicht, färbt sich gelblich oder leicht orange. Dies ist ein rein kosmetisches Problem. Die Carotinämie hat keinerlei Auswirkungen auf die inneren Organe, auf die Sinnesorgane oder den übrigen Körper.
Die Betroffenen können sich möglicherweise durch die leichte Gelb- oder Orangefärbung der Haut optisch gestört fühlen.

## Differentialdiagnose
Abzugrenzen sind:
- Lycopinämie
- Medikation mit Sorafenib
- Hyperlipoproteinämie Typ 3
- erhöhter Plasmaspiegel an Riboflavin
- Diabetes mellitus
- Hypothyreose
- Anorexia nervosa
- Lebererkrankungen